# 竹聯幫地堂
竹聯幫地堂，是台灣三大黑社會幫派之一竹聯幫的直系堂口，主要活動於台灣北、中、南部，總成員數破萬。

## 略歷。
1982年竹聯幫著手將組織企業化並設立多個堂口後，在1984年左右又增設堂口，地堂為其中之一，由綽號「鍾馗」的李宗奎擔任堂主。
地堂內部成員分出許多勢力成為直系堂口，如台中堂、天龍堂、天蠍堂、禮堂、熊堂、豹堂、地虎堂、玄武堂、地海堂、賢霸堂、赤龍會、青龍會、金龍會、寶龍會、飛龍會、華龍會、地龍會、地戰會、大安會、地震會、地中會、地義堂、萬華會、三鶯會、地北會、地東會、三重會、新莊會、天母會、士林會、仁英會、土城會、桃園會、北山會、興興會、中壢會、晶壢會、中和會、地鳳會、明德會、青龍會、板橋會、雙和會、地尊會、地聖會等…

## 元老幹部
- 何昆明
- 張繼
- 馬銘
- 小賴
- 和尚
- 瘋狗慧（瘋雞堂）
- 豆干

## 歷任堂主
- 初任：李宗奎（綽號：「鍾馗」，1982年－1997年）（現任竹聯幫地堂精神領袖兼竹聯幫輔佐大佬）
- 二任：姬銀生（綽號：「姬哥」，1997年－2000年）
- 三任：李斐（2000年－2011年）
- 四任：黄子安（2011年－2013年）
- 五任：蘇瑞欽（2013年－現今）
- 六任：黃茂林(萬華林哥)（2016年- 2020年）

### 組織
台中堂、赤龍會、金龍會、青龍會、寶龍會、飛龍會、華龍會、地龍會、地戰會、地震會、地中會、地立會、地義會、地北會、地東會、地鳳會、高雄會、大安會、三重會、新莊會、天母會、士林會、萬華會、土城會、板橋會、中和會、雙和會、北投會。桃園會、中壢會、晶壢會、三鶯會雄獅會、松虎會、仁英會、興興會、明德會、聯強會、地尊會、地聖會（阿邦）